# Lieutenant of the Admiralty
Le Lieutenant of the Admiralty, en français : Lieutenant de l'Amirauté, est un titre honorifique généralement attribué à un officier supérieur la Royal Navy, généralement par un Admiral.
Il est l'adjoint officiel du Lord High Admiral, un titre honorifique (quoique parfois opérationnel) rempli par le Souverain entre 1964 et 2011 et actuellement détenu par SAS le duc d'Édimbourg. Il est nommé par le monarque lors de la nomination du First Sea Lord, et son nom est publié dans la London Gazette par le Home Office. Il prend sa retraite à l'âge de 70 ans.
La charge est créée en 1545 par le Roi Henry VIII. Parmi ses attributions, le Lieutenant of the Admiralty préside le Council of the Marine, plus tard connu sous le nom de Navy Board. 
En 1801, la charge est fusionnée avec celle de Vice-amiral du Royaume-Uni, et est le deuxième grade le plus élevé de la Royal Navy
Juste en dessous du Vice-Amiral se trouve le Contre-amiral du Royaume-Uni, un autre titre honorifique.
L'actuelle Lieutenant of the Admiralty est le Commander-in-Chief, Fleet (en), l'amiral Sir Trevor Soar (en).

## Sources et bibliographie
- (en) Cet article est partiellement ou en totalité issu de l’article de Wikipédia en anglais intitulé « Lieutenant of the Admiralty » (voir la liste des auteurs).